# Barrio Montserrat
Montserrat, stadsdel i den argentinska huvudstaden Buenos Aires.
Stadsdelen har 43 560 invånare (2001). I området finns flera av stadens viktigare byggnader som El Cabildo och Casa Rosada. Avenyn Avenida de Mayo går genom stadsdelen, från torget Plaza de Mayo (Majtorget) till Plaza de los Dos Congresos (Kongresstorget).

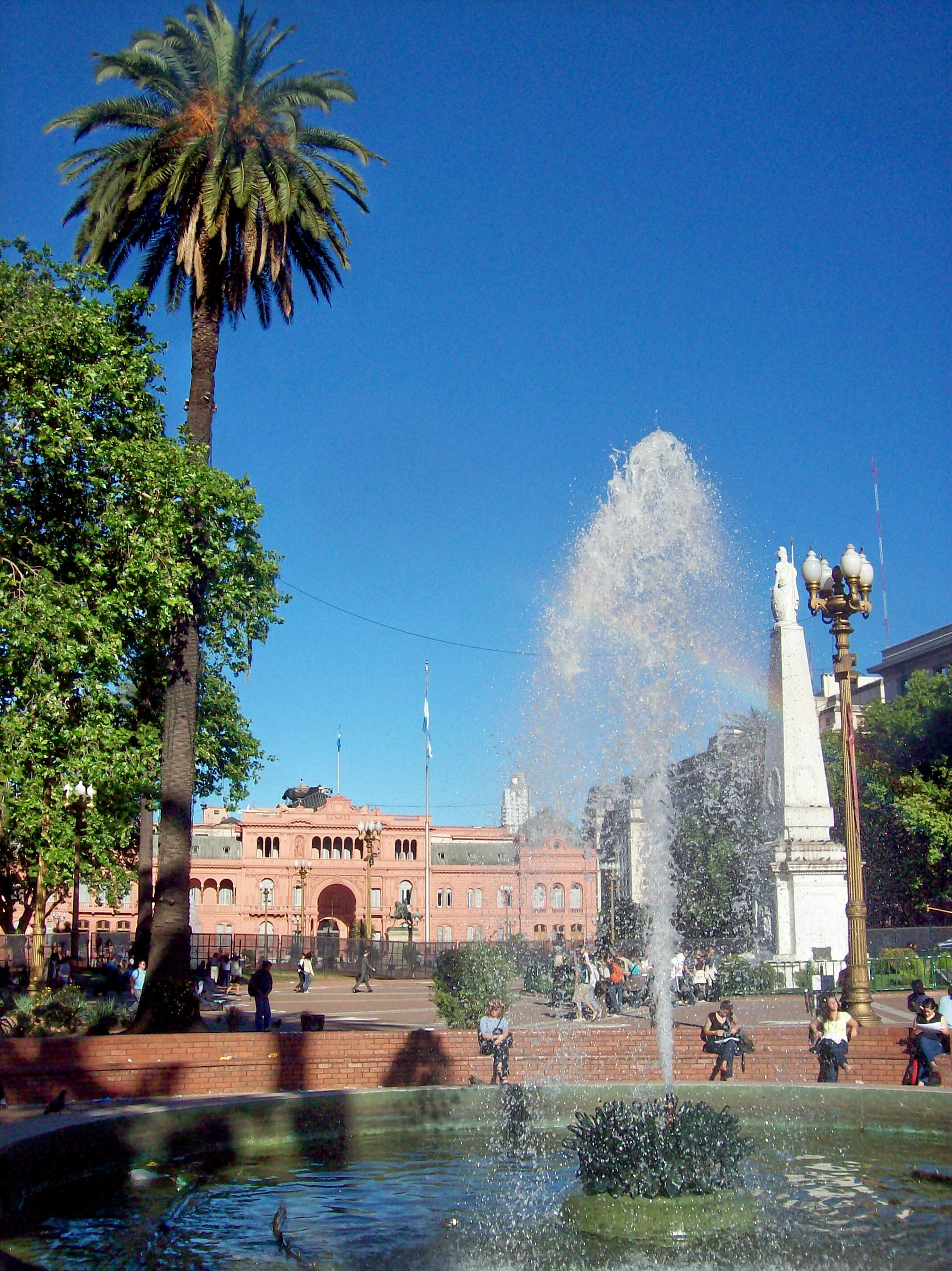
Plaza de Mayo och Casa Rosada
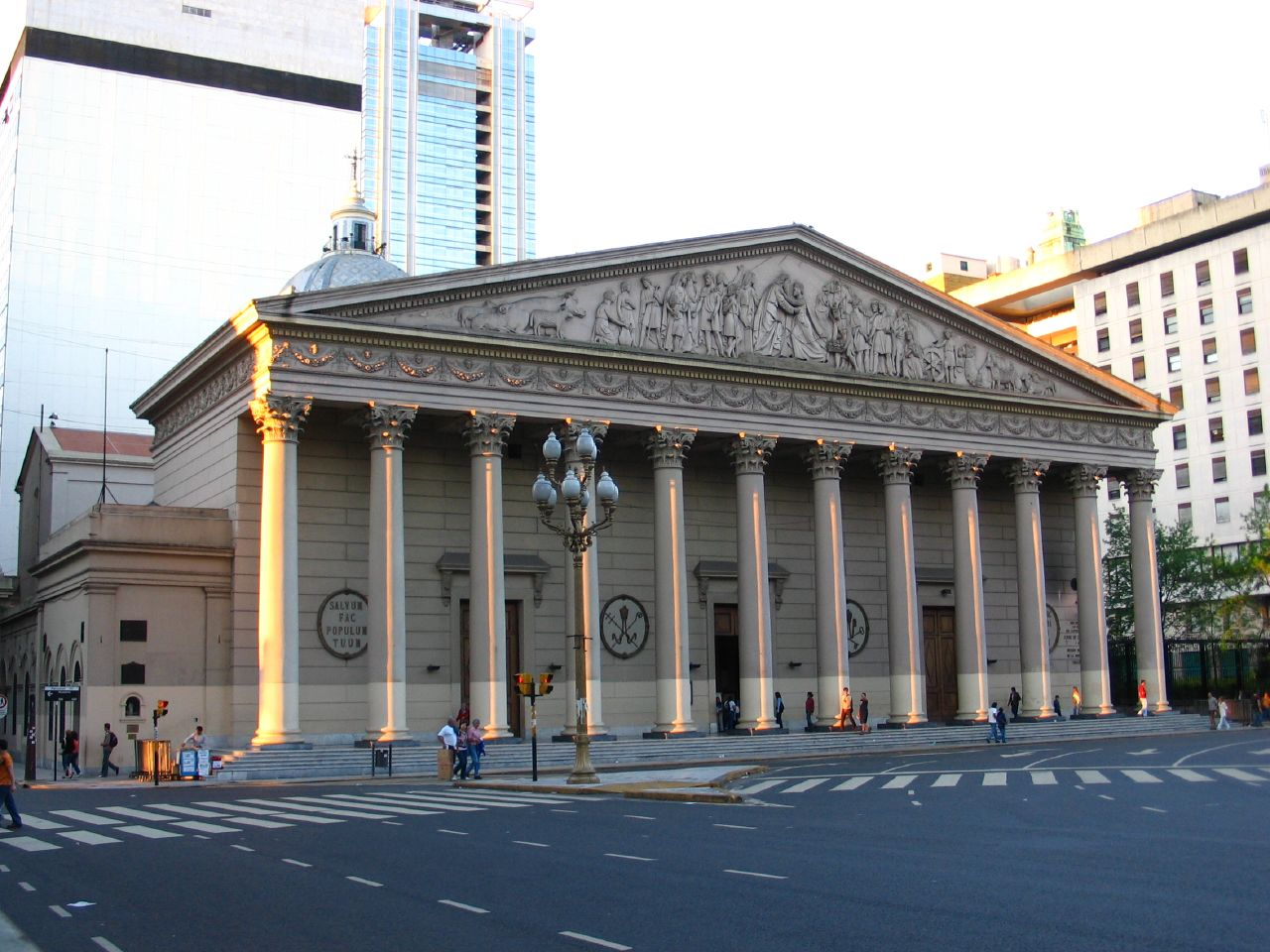
Catedral metropolitana de Buenos Aires